# باليوتراغوس
الباليوتراغوس (الاسم العلمي: Palaeotragus) وتعني ("الماعز العتيق")، هو جنس من الزرافيات البدائية الكبيرة جدا التي تشبه الأكاب وعاشت خلال العصر الميوسيني في أفريقيا وأوراسيا.